# The Dark Age
The Dark Age es el octavo episodio de la segunda temporada de Buffy la Cazavampiros. 

## Argumento
Un hombre intenta acercarse a la biblioteca del instituto pero es asesinado por un demonio, transformándose en una masa gelatinosa verde. Mientras, Giles le dice a Buffy que se encontrarán en el hospital porque hay una entrega de sangre y espera que acudan los vampiros. En la biblioteca, un detective habla con Giles sobre el asesinato de un hombre que tenía su dirección. En el depósito reconoce el cuerpo por un tatuaje que le resulta familiar. Buffy, fuera del hospital, pelea contra los vampiros junto a Ángel.
Cuando Buffy va a casa de Giles para averiguar lo que sucede, lo encuentra bebiendo y Giles la envía a su casa. Giles hace una llamada a Londres y descubre que otra persona también ha muerto hace poco. A solas, Giles se sube la manga y descubre en su brazo el mismo tatuaje que el hombre asesinado a las puertas de la biblioteca, Phillip. Éste vuelve a la vida, escapando del depósito de cadáveres.
El sábado Willow, Xander, Cordelia y Buffy se reúnen con Jenny Calendar para una clase de repaso. Buffy está preocupada por el comportamiento de Giles y Cordelia menciona que la policía fue a la biblioteca para hablar con él. En la biblioteca Buffy encuentra a Ethan, el dueño de la tienda de disfraces, viejo amigo de Giles. Cuando llama a Giles, Ethan menciona la «marca de Eyghon». Giles le advierte que está en peligro y Phillip entra en ese momento. Giles aparece asustado en la biblioteca y tras una pelea Jenny queda inconsciente. Phillip se convierte en la masa gelatinosa verde, tocando a Jenny.
Willow descubre la marca de Eyghon en un libro, donde se afirma que «Eyghon se apodera del cuerpo de un muerto o una persona inconsciente». Al parecer el demonio pasó del cuerpo de Phillip al de Jenny. Ésta, poseída, trata de seducir a Giles. Cuando Buffy va al rescate, Jenny salta por la ventana. Giles le explica a Buffy que él y un grupo de amigos invocaron a Eyghon cuando eran jóvenes para aprovecharse de su poder. Pero cuando uno del grupo murió, dejaron de invocarlo. Ahora parece que el demonio ha vuelto para acabar con todo el grupo.
Buffy va a la tienda de disfraces para ayudar a Ethan, pero éste la golpea y le hace el mismo tatuaje. Él vierte ácido sobre el suyo para que Eyghon vaya al cuerpo de Buffy y no al de él. Jenny entra transformada en demonio y Buffy se libera. Ángel entra de repente y el espíritu va hacia él, de acuerdo con el plan de Willow. Ángel derrota al demonio y Jenny regresa a la normalidad, pero Ethan escapa.

## Reparto

### Personajes principales
- Sarah Michelle Gellar como Buffy Summers.
- Nicholas Brendon como Xander Harris.
- Alyson Hannigan como Willow Rosenberg.
- Charisma Carpenter como Cordelia Chase.
- David Boreanaz como Ángel.
- Anthony Stewart Head como Rupert Giles.

### Apariciones especiales
- Robia LaMorte como Jenny Calendar.
- Robin Sachs como Ethan Rayne.
- Stuart McLean como Philip Henry.

### Personajes secundarios
- Wendy Way como Diedre Page.
- Michael Earl Reid como Guardia.
- Daniel Henry Murray como Chico adorador extraño.
- Carlease Burke como Detective Winslow.
- Tony Sears como Chico en la morgue.
- John Bellucci como Man.

## Producción

### Recepción
The Dark Age tuvo una audiencia de 3.7 millones de telespectadores en su emisión original.

## Hechos importantes de la temporada
- Es el primer episodio que muestra detralles sobre la juventud salvaje de Giles. parte de ella se verá en otras temporadas.
- Debido a los acontecimientos de este episodio la relación entre Giles y Jenny queda en suspenso.
- El acto altruista de Ángel por salvar la vida de Jenny es algo irónico por cómo se desarrollarán los acontecimientos más adelante.
- Segunda aparición de Ethan Rayne, que fue introducido en Halloween y reaparecerá en Band Candy.